# كارل بنجامين
كارل بنجامين (بالإنجليزية: Karl Benjamin)‏ هو رسام أمريكي، ولد في 29 ديسمبر 1925 في شيكاغو في الولايات المتحدة، وتوفي في 26 يوليو 2012.